# Piaojia (sockenhuvudort i Kina, Liaoning Sheng, lat 40,19, long 120,19)
Piaojia (kinesiska: 朴家, 网户满族乡) är en sockenhuvudort i Kina. Den ligger i provinsen Liaoning, i den nordöstra delen av landet, omkring 320 kilometer sydväst om provinshuvudstaden Shenyang. Antalet invånare är 19 056. Befolkningen består av 9 451 kvinnor och 9 605 män. Barn under 15 år utgör 14,0 %, vuxna 15-64 år 75 %, och äldre över 65 år 10,0 %.
Närmaste större samhälle är Suizhong, 19,7 km nordost om Piaojia. Trakten runt Piaojia består till största delen av jordbruksmark.
Genomsnittlig årsnederbörd är 736 millimeter. Den regnigaste månaden är juli, med i genomsnitt 195 mm nederbörd, och den torraste är januari, med 4 mm nederbörd.